# Zygoballus electus
Zygoballus electus  (лат.) — вид мелких пауков рода Zygoballus из семейства Salticidae. Центральная Америка. Панама.
Вид Zygoballus electus был впервые описан в 1946 году американским арахнологом Артуром Чикерингом (Arthur M. Chickering, (1887—1974); США) и от близких видов отличается строением пальп.